# Киотский муниципальный университет искусств
Киотский муниципальный университет искусств (яп. 京都市立芸術大学 “Кётогэйдаи”  (京都芸大/Kyoto Univ. of Arts). Официальное сокращенное название - “Кёгэй”.) является публичным, муниципальным университетом общего искусства и музыки в Киото, Япония. Основанный в 1880 году, это старейший университет искусств в Японии (Он имеет более долгую историю, чем Токийский университет искусств, который был основан в Токио в 1887 году). Среди его преподавателей и выпускников было 16 награжденных орденом Культуры, 24 члена Японской художественной академии и 10 художников, которые были названы Живыми Национальными Сокровищами. Он особенно тесно связан с художниками нихонга из западной Японии.